# Salemer Moor mit angrenzenden Wäldern und Seen
Das Salemer Moor mit angrenzenden Wäldern und Seen ist ein Naturschutzgebiet in der schleswig-holsteinischen Stadt Ratzeburg und den Gemeinden Mustin, Salem und Ziethen im Kreis Herzogtum Lauenburg.
Das Naturschutzgebiet ist unter der Nummer 4 in das Verzeichnis der Naturschutzgebiete des Ministeriums für Energiewende, Landwirtschaft, Umwelt, Natur und Digitalisierung eingetragen. Es wurde 2006 in seiner heutigen Form ausgewiesen und dabei von rund 438 auf rund 690 Hektar deutlich vergrößert (Datum der Verordnung: 5. Juli 2006). Das Naturschutzgebiet ersetzt das Ende 1986 ausgewiesene Naturschutzgebiet „Salemer Moor, Schwarze Kuhle, Plötscher See, Garrensee und Ruschensee“, das seinerseits auf ein bereits 1927 ausgewiesenes Naturschutzgebiet „Salemer Moor und Schwarze Kuhle“ zurückging. Im Norden grenzt es an das Naturschutzgebiet „Lankower Seeufer, Grammsee und Umgebung“. Rund 678 Hektar des Naturschutzgebietes sind Bestandteil des gleichnamigen FFH-Gebietes und des EU-Vogelschutzgebietes „Schaalsee-Gebiet“. Zuständige untere Naturschutzbehörde ist der Kreis Herzogtum Lauenburg.
Das Naturschutzgebiet liegt südöstlich von Ratzeburg innerhalb des Naturparks Lauenburgische Seen. Es stellt ein eiszeitliches Schmelzwasserrinnensystem mit ausgeprägten Senken und Steilhängen unter Schutz. Im Naturschutzgebiet liegen das Salemer Moor, die Seen Ruschensee, Schwarze Kuhle, Plötscher See und Garrensee sowie die Wälder Langenberg und Garrenseeholz mit angrenzenden Flächen und weitere Waldflächen.
Das weitgehend abflusslose System wird von einem kleinräumigen Wechsel unterschiedlicher Lebensräume geprägt. Die größten Flächen werden vom Salemer Moor, den Seen sowie weiteren Wasserflächen, Tümpeln und Kleingewässern und Wäldern, darunter Bruch- und Moorwälder sowie Buchenwälder und Eichen-Hainbuchenwälder eingenommen. Daneben sind Sukzessionsflächen und in den Randbereichen auch Acker- und Grünlandflächen zu finden.
Garrensee, Plötscher See und Schwarze Kuhle sind überwiegend von Waldflächen umgeben. Im nährstoffarmen Garrensee kommen der Europäische Strandling und das See-Brachsenkraut vor. Die Schwarze Kuhle als Moorsee ist von einem breiten Schwingrasen-Verlandungsgürtel umgeben. Die Talrinne zwischen dem Plötscher See und der Schwarzen Kuhle wurde noch bis zum Beginn des 21. Jahrhunderts durch einen Graben entwässert. Sie war mit standortfremden Fichten aufgeforstet. 2001 wurde die Rinne renaturiert. Der Graben wurde verschlossen, wodurch sich in der Rinne wieder nasse Standortbedingungen einstellten. In den folgenden Jahren konnte sich hier ein Erlen-Weidenbruchwald entwickeln. Auch Sumpfpflanzen wie die Sumpfcalla, der Gemeine Wasserschlauch oder der Flutende Schwaden siedelten sich wieder an. Die Gewässer verfügen vielfach über eine arten- und strukturreich ausgebildete Laichkraut- und Schwimmblattvegetation.
Das Salemer Moor ist ein teilabgetorftes Hochmoor, das sich nach der letzten Eiszeit in einem abflusslosen Becken aus einem flachen Stausee, der langsam verlandete und von Bruchwald und später Torfmoosen eingenommen wurde, entwickelt hat. Trotz Teilentwässerung und Torfabbau konnte das Moor regeneriert werden und typische Moorvegetation wie Torfmoose, Wollgräser, Heide wie Glocken-, Besen- und Rosmarinheide, Rausch- und Moosbeere sich wieder ausbreiten. Teilflächen des Moores werden von Moorwald eingenommen. Nach Norden und Westen grenzen ehemalige landwirtschaftliche Nutzflächen an das Moor. Diese ehemals intensiv bewirtschafteten Flächen sind aus der Nutzung genommen und entwickeln sich zu Wald bzw. werden durch extensive Beweidung als Grünland offen gehalten.
Im Salemer Moor kommen auch zahlreiche moortypische Tierarten vor. Auch der Kranich ist hier wieder heimisch. Das Salemer Moor war Anfang der 1970er-Jahre einer der ersten Kranichbrutplätze in Schleswig-Holstein.
Die Waldbereiche im Naturschutzgebiet sind vielfach aus der Nutzung genommen, so dass sie sich ungestört entwickeln und Alt- und Totholz gebildet werden können. Hierdurch erhöht sich die Biodiversität des Lebensraums Wald erheblich, da viele Pflanzen und Tiere auf Alt- und Totholz angewiesen sind. Noch genutzte Flächen werden nach den Richtlinien des Forest Stewardship Council bewirtschaftet. Frühere Nadelwälder werden zu naturnahen Laubwaldgesellschaften entwickelt. Die Bereiche in den höheren, trockenen Lagen werden überwiegend von Buchenwäldern eingenommen. Im Garrenseeholz sind zahlreiche kleine Tümpel und vermoorte Senken zu finden.
Das Naturschutzgebiet bietet mit seinen unterschiedlichen Lebensräumen zahlreichen Tieren und Pflanzen einen wichtigen Rückzugsraum. So sind hier unter anderem Amphibien wie Laubfrosch, Moorfrosch, Rotbauchunke, Knoblauchkröte und Kammmolch sowie Reptilien wie Kreuzotter und Ringelnatter heimisch. Die Avifauna ist mit Eisvogel, Graugans, Haubentaucher, Reiherente, Rohrdommel, Bekassine, Baumfalke, Wespenbussard, Rotmilan, Neuntöter, Pirol, Zwergschnäpper, Schwarz- und Mittelspecht sowie Wachtel vertreten.
Durch das Naturschutzgebiet verlaufen mehrere Wander- und Reitwege. An mehreren Stellen sind Infotafeln vorhanden.

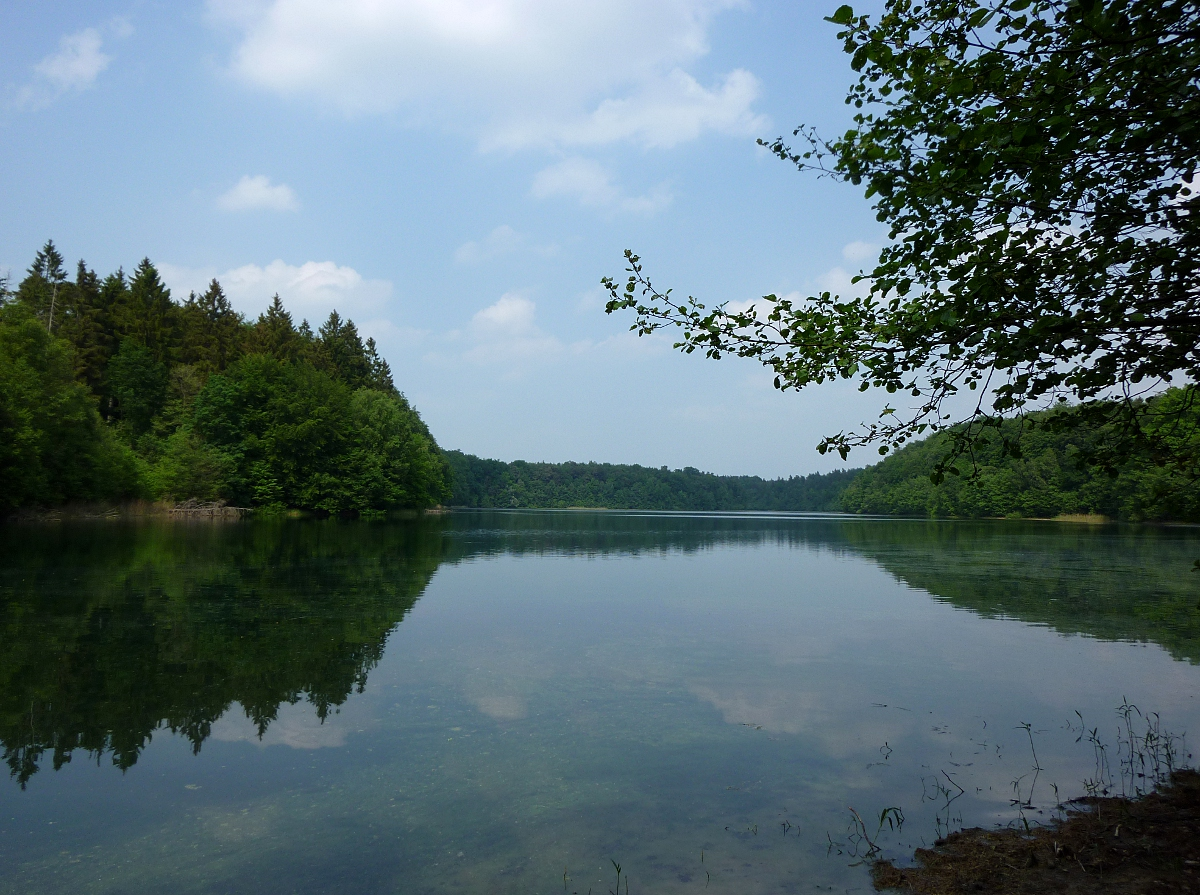
Garrensee
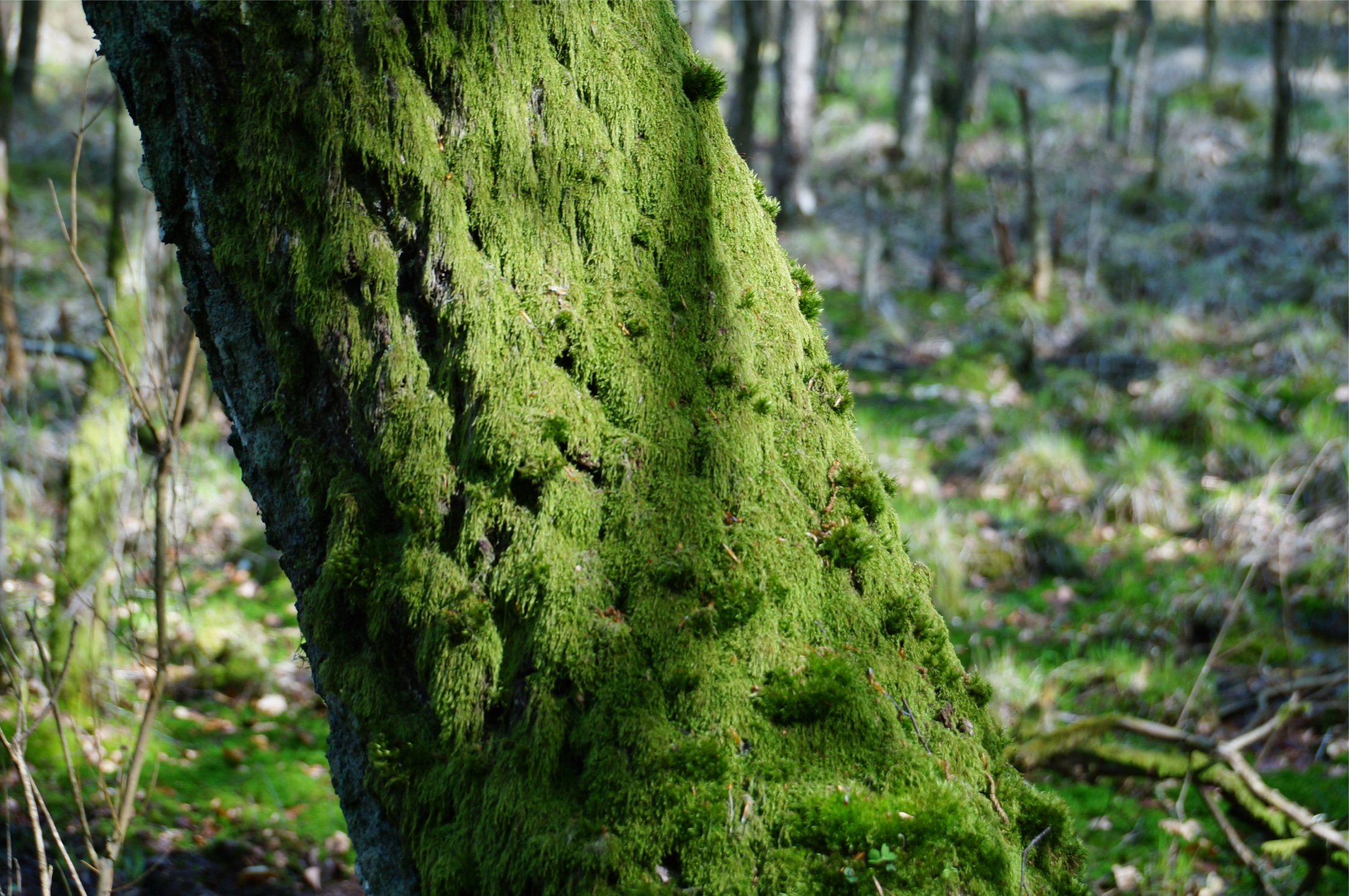
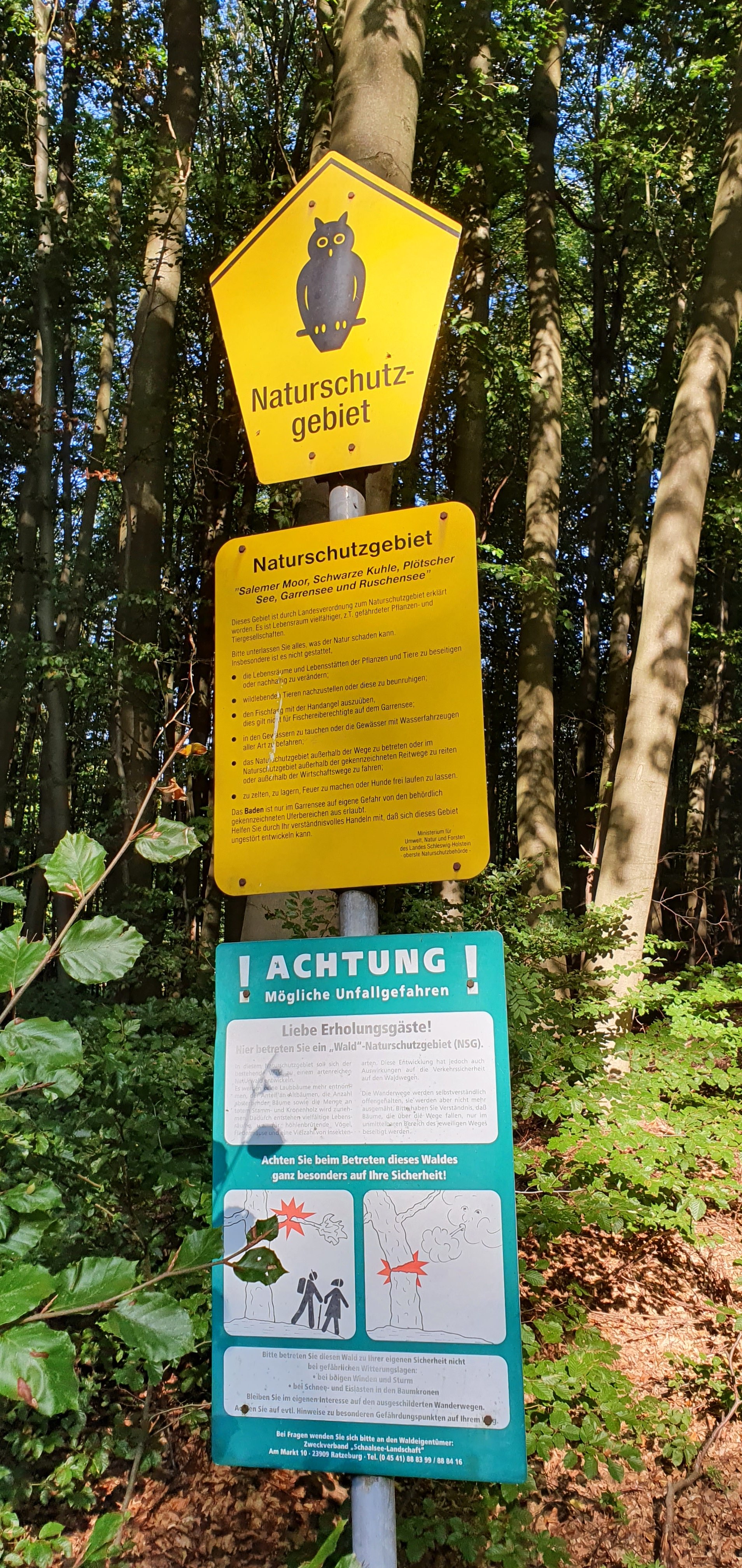
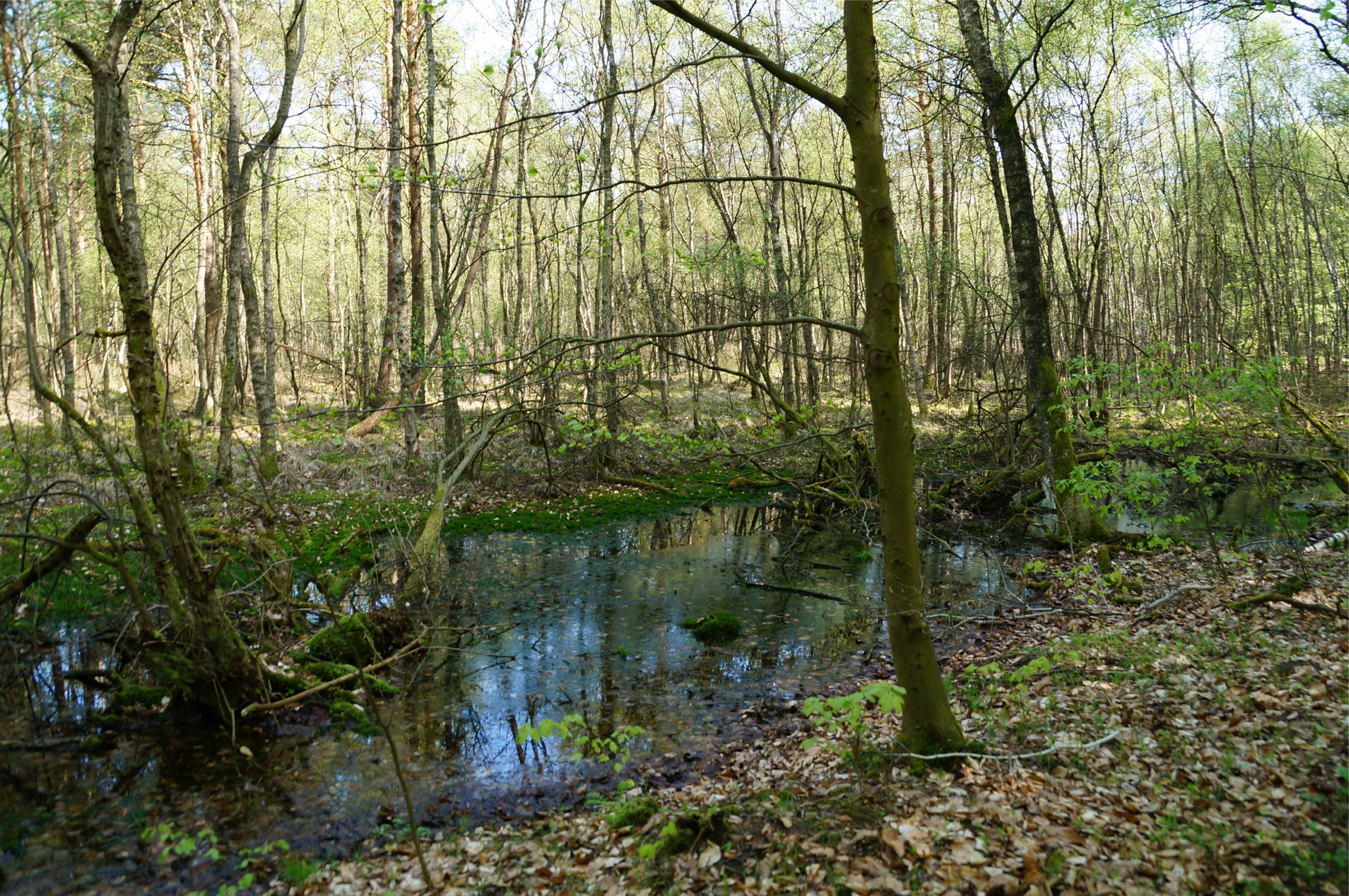